# 崔宸曦
崔 宸曦（さい しんぎ、中国語: 崔宸曦、2009年12月19日 - ）は、中華人民共和国出身のスケートボード選手。2022年に中国・杭州市で開かれた第19回アジア競技大会のスケートボード女子ストリートにおいて13歳と282日で優勝し、アジア大会の中国最年少金メダリストとなった。

## 経歴
2009年12月19日、中国の山東省済南市で生まれた。ローラースケート選手である父の影響で3歳からインラインスケートを始めたが、新型コロナウイルス感染症の流行によって、中国国内でローラースケートが規制されたため、2020年からスケートボードに転向した。
2021年4月24日、中国スケートボードクラシックにおいて、崔は13.37点を記録し準優勝した。2022年7月31日には、微博スケートボードクラシック女子チャンピオンシップにて優勝を飾るなど、中国国内で頭角を現すようになった。2022年12月、第19回アジア競技大会と2024年パリオリンピックを見据えたナショナルトレーニングチーム編成のための国内選考会に初出場し、スケートボード女子ストリート種目で上位3位に入った。
2023年2月1日、アラブ首長国連邦のシャールジャ市で開催されたスケートボード・ストリート&パーク世界選手権で女子ストリート予選ベスト32を記録した。6月26日には、イタリアのローマで開催された世界スケートボード・ストリート・プロフェッショナル・ツアーで準々決勝に進出している。7月、杭州アジア大会のスケートボード種目中国代表選手に選出された。杭州アジア大会では女子ストリートで242.62点を記録し、アジア大会における中国史上最年少で金メダルを獲得した。
2023年12月に東京で開催された世界スケートボード選手権では8位入賞。2024年3月11日、アラブ首長国連邦のドバイで開催された、2024年夏季オリンピック・スケートボード選考大会では、女子ストリート決勝で7位に入賞した。その後、上海で開催された夏季オリンピック予選会に出場し、5月17日にスケートボード女子ストリート予選で5位に着け、5月19日の決勝で総合247.44点を記録して5位入賞を果たした。ハンガリーのブダペストで開催されたオリンピック予選会にも出場し、6月22日のスケートボード女子ストリート予選を10位通過で準決勝に進んだが、これによってパリオリンピックの出場権を獲得した。